# Coruscant
Coruscant (kiejtve /'kɔɹəsɑnt/), más néven a Magvilágok Ékköve, vagy a Birodalmi Központ a Galaktikus Birodalom uralma alatt, egy ökumenopolisz volt—egy teljes egészében beépített bolygó, amelyet összességében Birodalmi Városként ismertek a köztudatban, a Magvilágokhoz tartozó Coruscant-rendszerben helyezkedett el. Coruscant ősi otthona volt a Taung és Zhell fajoknak. Bár a történészek között vita tárgyát képezte, az az elmélet, miszerint Coruscant az emberek ősi szülőbolygója, soha nem nyert bizonyítást. A bolygó híres volt kozmopolita kultúrájáról és égbe nyúló felhőkarcolóiról, népessége trilliókra rúgott, amely humanoid és idegen fajok hatalmas sokaságából tevődött össze. Emellett Coruscant stratégiai fekvése, több jelentős kereskedelmi útvonal végpontjánál, lehetővé tette, hogy hatalma és befolyása egyre növekedjen, így a bolygó minden korai riválisát túlszárnyalva a galaktikus kultúra, oktatás, pénzügyek, képzőművészet, politika és technológia központjává vált. Számos nevezetes épület otthona volt, mint például a Jedi Templom, a Monument Plaza vagy a Szenátusi Épület.
Coruscant az ősi Galaktikus Köztársaság ideje óta a galaxis fővárosaként szolgált, és számos történelmi esemény középpontjában állt, például a Jedi Rend és a Sithek konfliktusában. Bár egy időre a bolygó a Sithek uralma alá került, a Köztársaság erői a Jedik segítségével végül felszabadították. Győzelmük olyan elsöprő erejű volt, hogy egy időre a Sithek szinte teljesen eltűntek, ezzel lezárva a sötétség és viszály korszakát, és helyreállítva a modern Galaktikus Köztársaság demokratikus uralmát. Coruscant megőrizte fővárosi státuszát, és a Galaktikus Szenátus évszázadokon át innen irányította a galaxist, egy olyan békés időszakot teremtve, amely csaknem egy évezreden át tartott a Jedi békefenntartók védelme alatt. Azonban a korrupció és az elszakadási törekvések politikai cselszövéseinek következtében Coruscant a Független Rendszerek Konföderációja és a Köztársaság közötti Klónháborúk idején veszélyes hellyé vált. Az Új Rend hajnalán, egy grandiózus terv részeként, Sheev Palpatine főkancellár, aki valójában Darth Sidious Sith nagyúr volt, a Jediket az állam ellenségeivé nyilvánította, ami egy galaxis méretű tisztogatáshoz vezetett, amely szinte teljesen elpusztította a Jedi Rendet. Mivel senki sem maradt, aki szembeszálljon vele, Palpatine feloszlatta a Köztársaságot, és a Szenátus tapsvihara közepette kikiáltotta magát Galaktikus Császárrá.
A Birodalom alatt Coruscant továbbra is a galaxis fővárosaként működött, és a Császár trónvilágává vált, bár Palpatine ritkán mutatkozott nyilvánosan, és a napi kormányzást a Birodalmi Uralkodótanács tanácsadóira hagyta. A Birodalom szilárdan megtartotta Coruscantot Palpatine uralma alatt, azonban amikor a Császár y.u. 4-ben, az endori csatában vereséget szenvedett a Köztársaságot helyreállítani kívánó Lázadók Szövetségétől, Coruscant polgárai fellázadtak és ünnepelték a Birodalom bukását. Mivel a hadsereg már nem volt hajlandó a birodalmi vezetők parancsait teljesíteni, Mas Amedda nagykancellár uralma Coruscantra korlátozódott. Gallius Rax flottatengernagy, aki önmagát a Birodalom Tanácsadójának nevezte, rövid időn belül magához ragadta a hatalmat. A háborús bűnök miatti felelősségre vonás elkerülése érdekében, Amedda feladta magát az Új Köztársaságnak, amely megkövetelte tőle az egész Birodalom kapitulációját cserébe az amnesztiáért. Rax halála után, az y.u. 5-ben zajló jakkui csatát követően, Amedda aláírta a Galaktikus Egyezményt, amely hivatalosan is elismerte a Birodalom vereségét és a Galaktikus Polgárháború végét. Amedda visszatérhetett Coruscantra, mint egy ideiglenes kormányzat feje, ám hatalma csupán jelképes volt, és a Köztársaság megbízottjainak szigorú felügyelete alatt állt.
A korábbi galaktikus kormányokkal ellentétben, az újjáalakult Galaktikus Szenátus nem állította vissza Coruscant fővárosi szerepét, hanem egy választási rendszer révén különböző tagvilágokat jelölt ki galaktikus fővárosként. Ennek ellenére egyes kormányzati szervek visszatértek Coruscantra, mivel a bolygó infrastrukturálisan továbbra is alkalmas volt a galaxis igazgatására. Az Új Köztársaság részeként Coruscant teljes szenátusi képviseletet kapott, és a Hidegháború idején a Centristákhoz tartozó világok közé sorolták. Azonban ekkorra a bolygó már bűnszervezetek irányítása alá került, és a batuui csata után véres bandaháborúk dúltak Coruscant utcáin.
Az Első Rend és az Ellenállás háborúja alatt az Első Rend legalább két jelentős haderejét is Coruscantra vezényelte, hogy megpróbálja elfoglalni és onnan irányítani a galaxist, ahogyan egykor a Birodalom tette, ám ezek az erőfeszítések kudarcot vallottak. Az exegoli csata után, számos világ fellázadt az Első Rend ellen, hogy elűzzék őket bolygóikról. Coruscanton is felkelés tört ki, amely egy galaxis méretű mozgalom részeként végül hozzájárult az Első Rend bukásához.

## Nevének eredete
A bolygó neve a Star Wars világában a corusca drágakőből ered, amely egy ritka és értékes kő, a Coruscant felszínén lévő városok fényei állítólag ezeknek a drágaköveknek a csillogására emlékeztetnek.
A való világban viszont a "coruscant" szó a latin "coruscant" szóból származik, melynek jelentése "rezgő, csillogó", a "coruscare" igéből ered, ami "ragyogni" vagy "szikrázni" jelentésű. Az angolban és a franciában is "csillogó, ragyogó" értelemben használják, de a francia nyelvben irodalmi melléknévként is előfordulhat olyan túlzottan díszes, dekadens nyelvezet, dekoráció vagy közösség leírására.

## Elhelyezkedése
A Csillagok háborúja univerzumban a galaktikus koordináta-rendszer kiindulópontja, hiperűrbeli koordinátái ennek megfelelően: 0, 0, 0.

## Leírása
A bolygó szinte teljes felületén épületek találhatók. Kivételnek számít a néhány mesterséges tó és a sarkvidéki jégsapkák területe. A bolygó az űrből egy csillogó gömbnek látszik, amit az épületekről visszaverődő napfény okoz. Az egyetlen hely, ahol az eredeti talajt vagy a sziklákat napfény érheti, az a Monument Plaza a Manarai-hegység tetején. A bolygó a legendás Köztársaság-előtti időszakban a vulkanizmus jeleit mutatta, amik közül egy nagyobb kitörést feljegyeztek. A Császári Palota is egy vulkáni fennsíkon helyezkedik el. Bár a bolygó jelenleg geológiailag csendesnek számít, lakói minden bizonnyal hasznosítják geológiai és tektonikus folyamatait.
A Földhöz képest tömege 2,74-szoros, átmérője 1,39-szoros (felszíne 1,93-szoros), a felszíni gravitáció 1,42-szoros. Mindezek az értékek az ember számára is lakhatóvá teszik, bár az újonnan érkezettek számára eleinte kényelmetlen lehet a nagyobb súly. Az épületeken belül mesterséges gravitációt alkalmazó súlycsökkentő szerkezeteket használhatnak.
A Coruscantnak négy holdja van. Kettő közülük látható volt a Jedi visszatér éjszakai égboltján. Az egyik hold nagyobb és távolabb van, a másik kisebb és közelebb van a bolygóhoz (másképp zavarnák egymás pályáját).
A Csillagok háborúja I: Baljós árnyak filmben három hold is látható volt.
A Hesperidium nevű holdon kezdődött Han Solo egyik kalandja a Planet of Twilight című könyvben, bár azt nem lehet biztosan tudni, hogy ez a hold a Coruscant körül kering-e vagy a csillag egy másik bolygója körül. A hold mindenesetre elég nagyméretű ahhoz, hogy légköre legyen. Az égbolt rendszerint rózsaszínes-lilás színű volt, ami arra utal, hogy a légkör a földinél jobban szórja a fényt.
A Csillagok háborúja I: Baljós árnyak film második trailer-ének naplementés jelenetében a Coruscant napja és az egyik holdja is látható (képhivatkozás). A hold látszólagos átmérője a napénak 0,185-szerese, amiből az következik, hogy sohasem okozhat napfogyatkozást. A nap az égbolton 1,8° kiterjedést foglal el (a Föld Napja 0,5°-ot). Ez azt jelenti, hogy a Coruscant közelebb kering központi csillaga körül, mint a Föld a Nap körül. Az Inside the Worlds of STAR WARS Episode I szerint távolsága a napjától a Föld-Nap távolság 1,53-szorosa, ami azt jelenti, hogy a Coruscant napjának átmérője a Napénak 5,5-szerese. A naptól való távolságából és a 368 napos keringési periódusból az következik, hogy napjának tömege 3,53-szorosa Napunk tömegének. Mindezek alapján a Coruscant csillagának kora, tömege, fényessége jelentősen különbözik Napunk értékeitől.
Nyitott kérdés: létezhet-e olyan csillag, melynek tömege a Napénak 3,53-szorosa, átmérője 5,5-szerese, de fényessége csak annak 2,34-szorosa? (ez abból a feltételezésből adódik, hogy a Coruscanton nagyjából földi éghajlat uralkodik, nem pedig egy sokkal forróbb).

## Működése
Coruscant a Régi Köztársaság, a Galaktikus Birodalom és az Új Köztársaság fővárosa volt, majd a Yuuzhan Vong foglalta el többször is.
Egy hatalmas város, amely az egész bolygó területét elfoglalja. Az új épületeket a régiekre építették, ennek következtében nem maradt szabad földterület, és rétegekben kilométer magasságú épülettömbök jöttek létre, melyek aljába még a fény se jut el.
A Coruscant mindenből importra szorul, ezt azonban ellensúlyozza fontossága: itt találhatók az adminisztrációs központok, bíróságok, különféle nyilvántartások – ezek működése nélkül a galaxis nagy része anarchiába süllyedne.
A Coruscant biztosítja a Galaktikus Birodalom egésze számára a pontos időt és a bolygók méreteit is ehhez viszonyítják. Egységei metrikusak. A „standard óra” és „standard év” értékei a Coruscant adatainak felelnek meg. A napot 24 órára osztják fel.
A lakosság ivóvízzel való ellátását a sarki jégsapkákból nyert vízzel oldják meg. A bolygón felhasznált minden anyagot (csomagolás, ruházat, gépek) újra feldolgoznak, így nincs hasznosítatlan szemét. A légkörében keringő egységek segítségével vonják ki a levegőből a fölös szén-dioxidot.

## Története

### Korai történelem
Bár soha nem igazolták, széles körben elterjedt hiedelem volt, hogy Coruscant az emberi faj ősi szülőbolygója.
Az ősi időkben Coruscantot két értelmes faj, a Taung és a Zhell népesítette be. A bolygó távoli múltjában civilizációk háborúztak egymással a bolygó irányításáért. Miután ezek a civilizációk eltűntek, az egykori csatamezők szolgáltak alapul az új társadalmak számára. Bár nem volt végleges bizonyíték arra, hogy az emberek innen származnak, Coruscantot széles körben az emberiség szülőhazájának tekintették.
Az idők során az emberek kiterjedtek a galaxis ismert területeire, felfedezve és gyarmatosítva számos bolygót, miközben Coruscant a politikai és kulturális élet központjává vált. Körülbelül y.e. 100 000-ban Coruscant alsó szintjei, mint például az 1. szint, még lakott területek voltak, ám ahogy a város felfelé épült, ezek elavult romokká váltak és végül lakhatatlannak nyilvánították őket.
Coruscant fennállása során különféle politikai rendszerek uralták, a brutális diktatúráktól a demokratikus kormányzatokig. A bolygó a Galaktikus Köztársaság egyik eredeti magvilági alapítója volt, és korai riválisait megelőzve vált a civilizáció gazdasági és kulturális motorjává. Ahogy az újonnan kijelölt hipertér-útvonalak állandó kereskedelmi útvonalakká alakultak, egyre több idegen faj vándorolt Coruscantra, ami felgyorsította az új városrészek és lakónegyedek építését. A város folyamatos növekedése és központi szerepe miatt Coruscantot minden csillagtérképen a 0-0-0 koordinátával jelölték. Az évszázadok során a Galaktikus Város egyre terjeszkedett, és 5000 évvel a Galaktikus Polgárháború előtt a bolygó teljes felszínét beborította.

### A Jedi Templom és a Sith szentély
A Jedi Templomot egy ősi Sith szentély fölé építették, amelyet az ősi Sith nagyurak emeltek Coruscantra. Miután a Jedi Lovagok kiűzték a Sithet a bolygóról, az ősi Sith helyszínre építették saját templomukat.
A Jedi-Sith háborúk során a Sith-ek elfoglalták Coruscantot, ám később a Köztársaság visszahódította a bolygót a Coruscant felszabadításának csatájában. A Sith-ek felett aratott döntő győzelem a ruusani csatában elvezetett a modern Galaktikus Köztársaság születéséhez, amelynek fővárosa Coruscant lett.
A galaxis különböző pontjairól érkező fajok Coruscantra vándoroltak, remélve, hogy jobb életet találhatnak a pezsgő metropoliszban. Ugyanakkor sokan csak alacsony szintű munkákhoz jutottak, és végül a bűnözés és az erőszak uralta városrészekben rekedtek. Mindezek ellenére általánosan elfogadott nézet volt, hogy aki Coruscantot uralja, az uralja az egész galaxist is.

### A Köztársaság Fénykora
A Köztársaság Fénykora idején Coruscant továbbra is a Galaktikus Köztársaság fővárosa és a Jedi Rend otthona volt. Évezredeken át a Galaktikus Szenátus tagjai itt gyűltek össze, hogy tárgyalásokkal és törvényekkel biztosítsák a galaktikus békét. Coruscant így évezredeken át a galaxis politikai központja maradt.
A modern Sith-ek titokban Coruscantról irányították a Köztársaságot, miközben elkerülték a Jedik figyelmét. A Köztársaság korszakának vége felé a Sith nagyúr Darth Sidious (Sheev Palpatine) elindította a galaktikus hatalomátvételi terveit, kezdve a Naboo blokádjával. A Sith Rend, amely túlélte majdnem teljes pusztulását Darth Bane Kettő Szabálya révén, generációkon át készült a visszatérésre. Sidious idejére a Sith-ek már titokban Coruscantról manipulálták az eseményeket, miközben a Jedik azt hitték, hogy ősi ellenfeleik már több mint ezer éve kihaltak.
Y.e. 32 -ban a Kereskedelmi Szövetség blokád alá vonta Naboót, Padmé Amidala királynő pedig Coruscantra menekült, hogy támogatást kérjen. Ekkor érkezett a bolygóra Anakin Skywalker, akit Qui-Gon Jinn Jedi mester vitt magával, mivel úgy hitte, hogy ő a Kiválasztott, aki egyensúlyt hoz az Erőbe. Amidala bizalmatlan lett a Köztársaság kormányával szemben, és kezdeményezte a korrupcióval vádolt Finis Valorum kancellár leváltását, ami Palpatine hatalomra kerüléséhez vezetett. Palpatine kancellár lett, és Skywalkert beavatta Coruscant alsóbb szintjein uralkodó korrupcióba és nyomorba, formálva ezzel a jövőbeli Sötét Nagyurat.

### Háborúban álló főváros
A klónháborúk a geonosisi csatával kezdődtek y.e. 22-ben. Amidala ekkor már szenátorként ellenezte a Hadsereg Alkotmányáról szóló törvényjavaslatot, ezért merényletet kíséreltek meg ellene. Az elkövetők, Zam Wesell és Jango Fett, végül lelepleződtek Obi-Wan Kenobi és Anakin Skywalker révén.
Kenobi nyomozása során felfedezte a Kaminón titokban létrehozott klónhadsereget, amelyet Fett génjeiből hoztak létre. A Szenátus végül Palpatine kancellárnak rendkívüli hatalmat adott, lehetővé téve számára a Nagy Köztársasági Hadsereg megalakítását.

### A Galaktikus Birodalom
A Galaktikus Birodalom születését Darth Sidious jelentette be Coruscanton a Klónháborúk végén.
Sidious végső terve részeként kiadta a 66-os parancsot, amely aktiválta a klónkatonákba ültetett rejtett inhibitor chipeket, arra kényszerítve őket, hogy kivégezzék Jedi tábornokaikat. Coruscanton megkezdődött a Jedi Nagy Tisztogatás, amikor Vader és az 501. légió megrohamozta a Jedi Templomot. A klónhadsereg fölötti irányítás átvétele után Sidious kikiáltotta magát galaktikus császárrá, és a Kongresszus különleges ülésén kihirdette az Új Rendet, amely a rend és biztonság korszakát ígérte.
A szeparatisták támadása Coruscantra felfedte a főváros sebezhetőségét. Sidious a Jedi-lázadás vádját felhasználva rávette a Szenátust, hogy támogassák őt és az Új Rendjét.
Yoda és Kenobi visszatértek Coruscantra a 66-os parancs után. Miután rájöttek, hogy Skywalker a sötét oldalra állt, elhatározták, hogy elpusztítják a Sith-eket. Kenobi elhagyta a fővárost, hogy megtalálja bukott tanítványát, míg Yoda megpróbálta legyőzni Sidious-t, de kudarcot vallott, ezért önkéntes száműzetésbe vonult a Dagobah bolygóra. Közben Vader súlyosan megsérült a Mustafaron Kenobival vívott párbajban, és Coruscanton újjáépítették kiborgként.
A Birodalom első éveiben Venator-osztályú Csillagrombolók keringtek Coruscant felett. Miután Palpatine hatalomra került, gyors változások kezdődtek a fővárosban. Coruscantot hivatalosan "Birodalmi Központnak" nevezték át, a galaktikus várost pedig "Birodalmi Városnak". A Jedi Templom lett az új császár otthona. Bár a templom tornyai érintetlenek maradtak, az épület többi részét átalakították és kibővítették, monumentális birodalmi stílusban. Az egész környéket Szövetségi Körzetnek nevezték el.
A főváros három legfontosabb épülete a Császári Palota, a COMPNOR központja (ahol a Birodalmi Biztonsági Hivatal működött), és a Haditengerészeti Hírszerzési Ügynökség központja volt. A város látképe is megváltozott: az épületeket megfosztották a Köztársaság korabeli díszítésektől, helyettük letisztult, szögletes formákat alkalmaztak.

### A Birodalom bukása és a lázadás kitörése
Y.u. 4-ben a Lázadó Szövetség legyőzte a Birodalmat az endori csatában. A Császár és tanítványa meghaltak a II. Halálcsillag megsemmisülésekor, és a hír gyorsan eljutott Coruscantra. A város lakói örömünnepet tartottak, ledöntötték Palpatine szobrait, és összecsaptak a rohamosztagosokkal. Tüzek, harangzúgás és tűzijáték töltötte be az éjszakai égboltot. A birodalmi rendőrség válaszul tüzet nyitott a tömegre, és sokakat lemészároltak. Ezután teljes körű polgárháború tört ki Coruscanton, amelyben a birodalmi erők és a felkelők harcoltak az utcákon.
Mas Amedda, a Birodalom főalkirálya, megpróbálta fenntartani az irányítást Coruscant felett, miközben az egész galaxisban széthullott a Birodalom. A Birodalmi Haditengerészet nem küldött utánpótlást Coruscantra, mivel Gallius Rax, a Birodalmi Árnyéktanács vezetője, nem engedélyezte Rae Sloane főadmirálisnak, hogy beavatkozzon. Rax szerint Coruscant a Birodalom hanyatlásának szimbóluma volt, és nem érte meg megmenteni.

### Az Új Köztársaság-korszaka
A Galaktikus Polgárháború lezárulta után az Új Köztársaság új alapokra kívánta helyezni a galaktikus politikát. Céljuk az volt, hogy elkerüljék a Régi Köztársaság hibáit és visszacsábítsák azokat a világokat, amelyek az előző háborúk alatt kiléptek a Köztársaságból. Ennek érdekében a helyreállított Galaktikus Szenátus úgy döntött, hogy a főváros nem egyetlen bolygón marad, hanem rotációs rendszerben váltakozik az egyenlőség jegyében. Bár Coruscant már nem volt a politikai hatalom központja, az Új Köztársaság visszaköltöztette egyes kormányzati műveleteit a bolygóra, amely továbbra is a galaktikus infrastruktúra kulcsfontosságú igazgatási központja maradt.
Coruscant továbbra is sűrűn lakott metropolisz volt, több mint egybillió állandó lakossal, és az "univerzum központjaként" hivatkoztak rá az Új Köztársaság korában is. A Birodalom veresége után az Új Köztársaság lehetőséget adott az elfogott birodalmiaknak, hogy csatlakozzanak az új kormányhoz.
- Reintegrációs programokat hoztak létre, például a Re-Integration Institute és a New Republic Amnesty Program néven ismert kezdeményezéseket.
- Az Amnesztia Programban a volt birodalmi tisztek és tudósok új életet kezdhettek, miután átestek az integrációs folyamaton.
- A program résztvevői amnesztia-lakásokban éltek Coruscanton és az Új Köztársaság szolgálatában dolgoztak.

Coruscant így az Új Köztársaság adminisztratív központjaként működött, miközben továbbra is őrizte múltjának nyomait a birodalmi éra árnyékában.

## Közlekedés
Coruscant egén a légijárművek kötelezően a bolygó autonavigációs rendszere alá tartoznak. Ez alól egy kivétel van, a légitaxi, ami gyakorlatilag az egyetlen használható közlekedési eszköz. A légitaxi hossza átlagosan 8 méter, fajtól függően legfeljebb 5 utast tud szállítani. Élő sofőrje van, emellett automatikus pilótarendszere az ütközések elkerüléséről gondoskodik.
A légitaxik bármely útvonalat használhatnak, ami céljuk eléréséhez szükségesnek látszik. Az ütközések elég ritkák, de az utazás váratlan izgalmakkal jár. Ezért az utasok többsége inkább elsötétített ablakkal utazik.
Ez alól ismert kivétel a néhai Kalen szenátor esete, aki a Coruscantra való első látogatásakor késésben lévén egy nyitott taxiba szállt be, és 100 kredit borravalót ígért a sofőrnek, ha időben a Szenátushoz ér. A sofőr megérdemelte volna a beígért összeget, de addigra a szenátor szívinfarktusban meghalt.

## Építészet
Az építészetet az igen magasra nyúló épületek jellemzik. Minél gazdagabb valaki, annál magasabb szintet engedhet meg magának, mivel ezek a drágább helyek. Léteznek lebegő paloták is, amikben tavak és kertek is találhatók, itt a leggazdagabbak laknak.
A legmagasabb épületek elérik a 6000 méteres magasságot. Sok épületben önellátó biogazdálkodás folyik, ami az épületben lakókat ellátja élelmiszerrel.

### A Császári Palota
Amikor Palpatine császár hatalomra jutott, sok épületet lerombolt, amik még a Régi Köztársaság idején épültek. A Galaktikus Város ekkor lett átnevezve Császári Várossá. Bár az eredeti Szenátus épülete megmaradt, szinte eltörpült Palpatine új Császári Palotája mellett, ami a bolygó és talán a galaxis leghatalmasabb épületévé vált.
A Palotát részben a régi Elnöki Palota alapjaira építették rekordidő alatt az építő-droidok. Meghatározó eleme egy hatalmas piramis, feljebb pedig tornyok és oromzatok emelkednek. A legmagasabb tornyok olyan magasra nyúlnak, hogy a légköri elektromosság időnként kisül rajtuk keresztül.
A palotához a Nagy Folyosón keresztül vezet az út, amit mindkét oldalról ch'hala fák kettős sora szegélyez. A fák fénylően zöld és lila árnyalatokban pompáznak. Ezek a fák nem csupán díszítőelemek – gondosan kidolgozott lehallgatórendszert tartalmaznak, amik az érkezők vagy távozók halk suttogását is felveszik.
Az épületben található a Koronázási Szoba, ami fogadásokra is szolgál. Körben mindenfelé adminisztrációs irodák találhatók. Bár a Szenátus végezte tovább a munkáját, a kormányzati munka nagy része áttevődött a Palotába. A Palota mélyén találhatók a Császár magánlakosztályai, a dolgozó- és fogadószobák, és egy megfigyelőfedélzet, ahonnan egész birodalmát áttekinthette.

### A Szenátus Épülete
A Régi Köztársaság ideje alatt a Szenátusi Csarnok volt a legnagyobb, legünnepeltebb ilyen építmény. Az évszázadok alatt a küldöttek erkélyei helyén a későbbiek során lebegő üléseket alkalmaztak.
Valorum, a Szenátus utolsó Legfelsőbb Kancellárjának idején a kancellár a csarnok közepén helyezkedett el, tanácsadóival körülvéve. Amikor az elnök engedélyt adott egy küldöttség felszólalására, annak platformja elvált a faltól és a kancellár közelébe lebegett. Itt a beszédet lebegő kamera-droidok rögzítették és egyidejű tolmácsolással fordították a jelen lévő több száz küldöttség nyelvére és közvetítették a Köztársaság nézői számára.

### A Jedi Templom
Bár eltörpül a Szenátus épülete mellett, a Jedi Templom különleges helyet foglalt el a Régi Köztársaság lakóinak szívében. A Jedi Rend negyedei és a kiképzőcsarnokok tartoztak hozzá. A Templom középen emelkedő tornya mellett szimmetrikusan négy kisebb torony helyezkedik el, ezek közül az egyikben van a Jedi Tanács tanácskozóterme, melyből pompás kilátás nyílik. Nem csak az épületegyüttes emelkedik magasan a környezete fölé, hanem építészeti stílusában is nagyban eltér a bolygó egyéb épületeitől.

## A Coruscant megjelenése filmekben
Eredetileg az Alderaan bolygó is meg kellett volna jelenjen az Egy új remény filmben, de a költségvetés nem engedte meg, így az Alderaanra tervezett részleteket a Halálcsillagra tették át és Alderaan lett Leia hercegnő otthona, amelyet megsemmisítenek. A várossal borított bolygó ötletét először A jedi visszatér rész filmezésekor vetették fel először, de pénzhiány miatt ismét elvetették. Itt játszódtak volna az Uralkodó és Luke Skywalker közös jelenetei, de ezek végül a második Halálcsillagra kerültek. Ralph McQuarrie még látványterveket is készített hozzá. Ezek sötétebbnek, komorabbnak és monumentálisabbnak mutatták a bolygót, mint ahogy az a későbbi filmekben megjelent. Ekkor még csak mint Császárvárost emlegették az alkotók, később Timothy Zahn nevezte el Coruscantnak. Az elnevezés Zahn népszerű regényei miatt elterjedt és sok más író is felhasználta, ezért George Lucas végül szintén átvette az előtrilógia készítésekor.
A bolygó ezekben a Csillagok háborúja filmekben jelent meg:
- Csillagok háborúja I: Baljós árnyak (1999)
- Csillagok háborúja II: A klónok támadása (2002)
- Csillagok háborúja III: A Sith-ek bosszúja (2005)
- Csillagok háborúja VI: A jedi visszatér (1983)

## A Coruscant megjelenése könyvekben
Sok Csillagok háborúja könyvben a Birodalom oldalán álló karakterek Coruscantot a Birodalmi Központ-nak nevezik. Azonban csak a hivatalos dokumentumokban nevezték így. Miután az Új Köztársaság újra elfoglalta a bolygót, a nevet elvetették.
Név szerint elsőként Timothy Zahn író említette a Birodalom örökösei című regényben.

## Fordítás
- Ez a szócikk részben vagy egészben  a   Coruscant című angol Wikipédia-szócikk fordításán alapul.  Az eredeti cikk szerkesztőit annak laptörténete sorolja fel. Ez a jelzés csupán a megfogalmazás eredetét és a szerzői jogokat jelzi, nem szolgál a cikkben szereplő információk forrásmegjelöléseként.